# 사이드킥

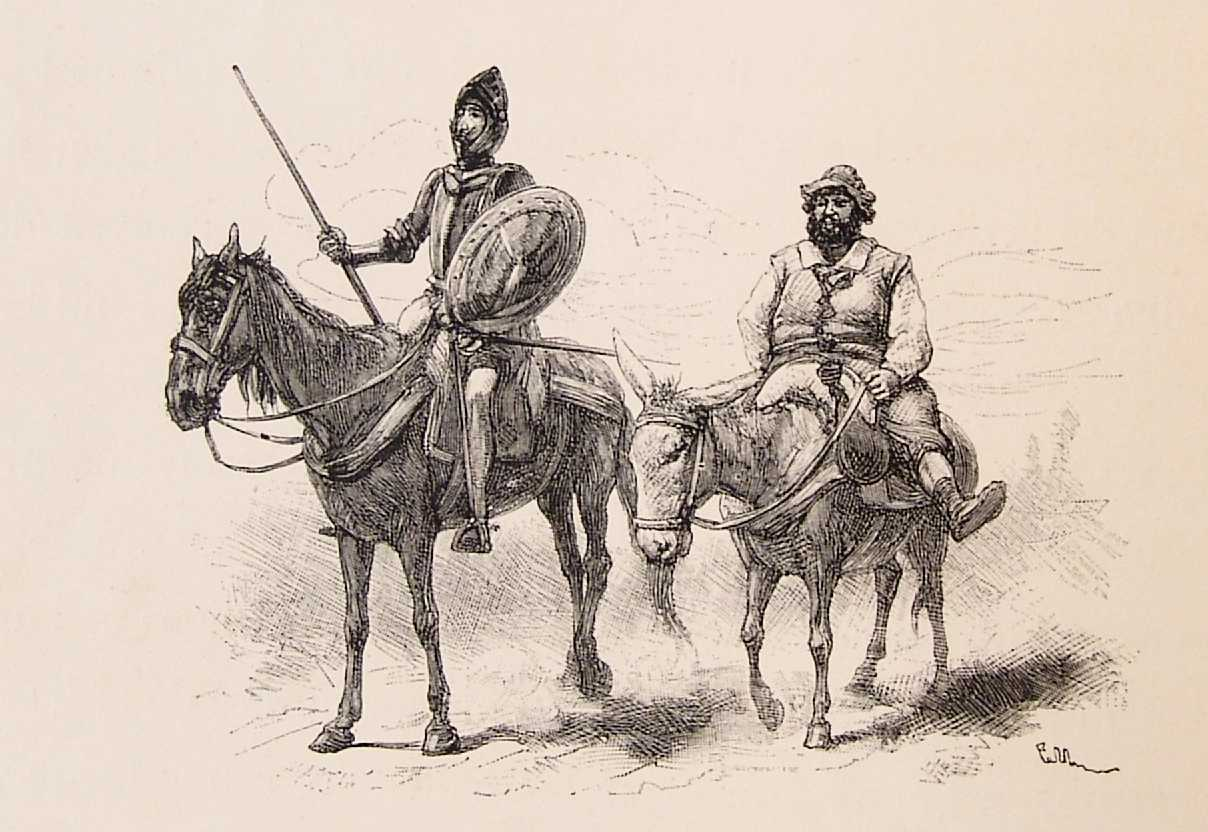

사이드킥(영어: sidekick) 또는 조수(助手)는 이야기와 게임에 등장하는 캐릭터의 역할 중 하나이며, 주로 주인공과 행동을 함께하고 주인공의 지원을 하는 역할을 하는 등장인물이다. 돈키호테에서 산초 판사와 셜록 홈즈의 존 H. 왓슨, 배트맨의 로빈 등이 있다.

## 같이 보기
- 전속부관